# Alpheus crockeri
Alpheus crockeri is een garnalensoort uit de familie van de Alpheidae. De wetenschappelijke naam van de soort is voor het eerst geldig gepubliceerd in 1941 door Armstrong.